# Bachia peruana
Bachia peruana (перуанська бахія) — вид ящірок родини гімнофтальмових (Gymnophthalmidae). Мешкає в Бразилії і Перу.

## Поширення і екологія
Перуанські бахії мешкають на сході Перу та в бразильських штатах Акрі і Амазонас на північ від Амазонки. Вони живуть в тропічних лісах Амазонії, серед опалого листя і гнилої деревини.